# Prostitución en Brunéi

Prostitución en Asia. En rojo, el modelo prohibicionista de la prostitución, por el que la venta de servicios y compra es ilegal, al que pertenece Brunéi.

La prostitución en Brunéi es ilegal y puede acarrear una pena de prisión de un año y una multa de 5 000 dólares de Brunéi (más de 3 500 euros al cambio) por un primer delito, o de 3 años y 10 000 dólares de Brunéi por una segunda condena o más (cerca de 7 000 euros al cambio).

## Legislación
En 2016 se introdujo un nuevo código penal que aplica la sharía en el país.

## Escándalos

### Las bellezas de Brunéi
En 1993, en un asunto diplomático bautizado como «las bellezas de Brunei», el senador filipino Ernesto Maceda, con el testimonio de la actriz Rosanna Roces, afirmó que en Brunéi se reclutaba ilegalmente a nacionales filipinas para trabajar como prostitutas. El príncipe Jefri Bolkiah, hermano del sultán Hassanal Bolkiah, figuraba entre las personas vinculadas al escándalo, en el que otras personalidades, como Ruffa Gutiérrez, Vivian Vélez, Lea Orosa, Aurora Sevilla, Sheila Israel, Rachel Lobangco, Tetchie Agbayani, Maritoni Fernández, Gretchen Barretto y Cristina González eran presuntamente algunas de las víctimas. El gobierno filipino restó importancia al caso y lo describió como un simple «asunto del Senado», con el fin de salvaguardar las relaciones entre Brunéi y Filipinas.

### Shannon Marketic
En 1997, Shannon Marketic, ex Miss Estados Unidos, demandó a Jefri Bolkiah, príncipe de Brunéi, alegando que ella y otras mujeres habían sido contratadas para realizar trabajos de promoción, pero que en lugar de ello fueron retenidas como «prisioneras virtuales», drogadas y utilizadas como esclavas sexuales. El sultán negó las acusaciones. La demanda de Marketic mencionaba también como víctima a Brandi Sherwood, Miss EE. UU. 1997, pero Sherwood se negó a presentar su propia denuncia. Tras 18 meses de litigio, un juez desestimó la demanda alegando que el sultán gozaba de inmunidad soberana como Jefe de Estado.

## Tráfico sexual
Brunéi es país de destino y tránsito para mujeres y niños víctimas del tráfico sexual. Algunos migrantes que transitan por Brunéi se convierten en víctimas del tráfico sexual a su llegada a Malasia o Indonesia. Algunas mujeres y niñas de Brunéi son víctimas del tráfico sexual en su propio país. La retención de documentos de viaje de trabajadores migrantes por parte de empleadores o agencias sigue siendo una práctica generalizada, a pesar de estar prohibida por la ley.
En 2016, tres ciudadanos tailandeses fueron procesados por trata con fines sexuales. Los tribunales condenaron a los tres individuos a cuatro años de prisión y multas de 22 250, 14 836 y 7 418 dólares estadounidenses, respectivamente, pero los tres aceptaron penas de prisión de entre 10 y 30 meses en lugar de pagar las multas.
Hasta 2023, la Oficina de Vigilancia y Lucha contra la Trata de Personas del Departamento de Estado de los Estados Unidos mantenía la clasificación de Brunéi como país de "nivel 2". Para 2024, el mismo Departamento bajó su calificación a "nivel 3".